# لینکلن، شهرستان نیوایگو، میشیگان
لینکلن (به انگلیسی: Lincoln Township) یک منطقهٔ مسکونی در ایالات متحده آمریکا است که در شهرستان نیویگو، میشیگان واقع شده‌است.
 لینکلن ۹۲٫۲ کیلومتر مربع مساحت و ۱٬۳۳۸ نفر جمعیت دارد و ۲۹۳ متر بالاتر از سطح دریا واقع شده‌است.